# Sérgio Bertoni (Niterói RJ 1926)
Sérgio Bertoni (18/09/1924 - 19/02/2019) foi um artista, pintor, escultor e publicitário. Ele nasceu de Miguel Bertoni e Valentina Bertoni. Ele se mudou para São Paulo aos dois anos de idade e dedicou todo o seu trabalho pictórico à cidade onde vive desde então.

## Biografia
Depois de se mudar para São Paulo em 1926,Forma-se em 1950 na Escola de Belas Artes de São Paulo, dedicando-se principalmente à pintura e paralelamente à publicidade e direção de arte, estas até 1980. Em 1966 realiza o Monumento ao Motorista, no KM 0 da Via Dutra, e em 1989, o painel de 3m x 8m do prédio da Bolsa de Valores de São Paulo. Sua primeira exposição individual ocorre em 1982, com o nome de Paulicéia Desvairada, no Masp. Nesse mesmo ano participa do 5º Salão Nacional de Artes Plásticas, no MAM/RJ. Em 1983 expõe suas pinturas em mostra coletiva no Centro Cultural São Paulo, voltando a expor seus trabalhos no Masp em 1986 em exposição individual. Em 1993 é homenageado na Assembléia Legislativa do Estado de São Paulo com o Troféu Loba Romana. Além de publicitário brilhante, Bertoni se tornou um artista único, com suas obras pintadas com cores vibrantes e cenários tanto do cotidiano quanto bucólicos captados por uma visão fotográfica nobre. As obras de Bertoni se confundem muitas vezes com paisagens do dia a dia, mas que retratadas com tal habilidade se tornam momentos únicos e eternizados. Apaixonado por São Paulo, deixou em seu acervo pinturas de pontos especiais da cidade onde viveu praticamente sua vida toda. Aos 92 anos Bertoni morre mas deixando um legado e um acervo reconhecido e elogiado por crítica e público.

## Críticas
"Sua exposição Paulicéia Desvairada, no Masp, mereceu comentário de Pietro Maria Bardi. Original o panorama que Bertoni nos oferece do fato urbano, arte e documento acertados por um pintor de extraordinário valor´. Para José Roberto Teixeira Leite, ´A pintura de Bertoni insere-se entre a dos que, testemunhas do seu tempo, não prescindem do ponto de referência ao visto e ao vivido, de que dão, na superfície bidimensional do quadro, a interpretação ao mesmo tempo fiel e poética´. Para o próprio artista, sua pintura é um trabalho de crônica e reportagem de seu tempo. Sobre sua pintura escreve Olney Kruze: 'A caminho de uma consagração como um dos nossos melhores pintores ultra-realistas, ele praticamente só se interessa pelos temas urbanos, que o fascinam' ".

### Julio Louzada
LOUZADA, Júlio. Artes plásticas: seu mercado, seus leilões. São Paulo: J. Louzada, 1984-.
"Ao alvorecer, temos um ensaio geral da companhia. Naluz diáfana, no grande círculo interno do hipódromo, os personagens estão preocupados com a sua preparação e com a espectativa de uma futura performance. A luz difusa da manhã nascente, quando não há foco fixo de luz, confere uma pálida iluminação aos jóqueis e cavalos. A pintura de Sérgio Bertoni nutre-se da observação precisa desse círculo de luz de luz e movimento que ele nos desvenda. A relação com a luz é a de um pintor, orgânica, emocional, objeto amoroso. É a sua cor. Cavalos, jóquei, movimento. E os cavalos e os jóqueis só interessam na medida em que fazem parte do movimento".

### Jacob Klintowitz[3]
KLINTOWITZ, Jacob. In:JOCKEY CLUBE DE SÃO PAULO. Luz e Movimento: catálogo. São Paulo 1993.
"São Paulo sempre São Paulo. Fiel à sua paixão, Bertoni volta com sua arte reportagem, com sua visão da cidade que tanto o facina. "Balada do cotidiano"mantém o realismo, o enquadramento que só quem olha com o coração é capaz. Há muito do repórter e muito do cronista, há muito do poeta, do sociólogo, neste trabalho que agora o artista nos apresenta.
Mais do que os prédios dessa cidade, mais do que sua gente, mais do que suas calçadas, seus monumentos, suas esquinas, a pintura de Sérgio Bertoni capta a alma de São Paulo".

### Artur Amorim
AMORIM, Artur. Balada do cotidiano, ou uma paixão por São Paulo. In: BOVESPA. Balada do Cotidiano: catálogo. São Paulo, 1994.

## Depoimentos
"Minha pintura é um trabalho de crônica e reportagem do meu tempo". - Sérgio Bertoni
BERTONI, Sérgio. In: PAULO FIGUEIREDO GALERIA DE ARTE. São Paulo vida minha: catálogo. São Paulo, 1984.

## Exposições Individuais
- 1982 - São Paulo SP - Paulicéia Desvairada, no Masp
- 1983 - São Paulo SP - São Paulo Vida Minha, na Paulo Figueiredo Galeria de Arte
- 1985 - Campinas SP - Individual, na Galeria Croqui
- 1986 - São Paulo SP - Individual, na Galeria Empório de Arte
- 1986 - São Paulo SP - Individual, no Masp
- 1987 - Rio de Janeiro RJ - Individual, no Moinho Fluminense
- 1987 - São Paulo SP - Individual, na Seta Galeria de Arte
- 1993 - São Paulo SP - Luz e Movimento, no Jockey Clube de São Paulo
- 1994 - São Paulo SP - Balada do Cotidiano, na Bovesp
- 1997 - São Paulo SP - Individual, na Galeria de Arte do Brasil

## Exposições Coletivas
- 1948 - São Paulo SP - 14º Salão Paulista de Belas Artes, na Galeria Prestes Maia[4] - menção honrosa
- 1949 - São Paulo SP - 15º Salão Paulista de Belas Artes , na Galeria Prestes Maia
- 1951 - São Paulo SP - 16º Salão Paulista de Belas Artes, na Galeria Prestes Maia

- 1952 - São Paulo SP - 17º Salão Paulista de Belas Artes, nos Salões do Trianon
- 1953 - São Paulo SP - 18º Salão Paulista de Belas Artes, na Galeria Prestes Maia
- 1954 - São Paulo SP - 19º Salão Paulista de Belas Artes, na Galeria Prestes Maia - prêmio aquisição e medalha de bronze
- 1956 - São Paulo SP - Salão Paulista de Belas Artes - Prêmio Prefeitura de São Paulo
- 1982 - Rio de Janeiro RJ - 5º Salão Nacional de Artes Plásticas[5], no MAM/RJ
- 1983 - São Paulo SP - Avenida Paulista, na Galeria Sesc Paulista
- 1983 - São Paulo SP - Coletiva, no CCSP
- 1986 - São Paulo SP - 19ª Exposição de Arte Contemporânea, na Chapel Art Show
- 1990 - São Paulo SP - Paisagens Brasileiras, no Masp
- 1994 - São Paulo SP - Metro Paulista, Acervo do Masp
- 1994 – São Paulo SP – Luz e Movimento - Joquei Club de São Paulo
- 1994 – São Paulo SP – Balada do Cotidiano -  BMF BOVESPA
- 2002 – São Paulo SP – Pinacoteca de São Paulo

## Contribuição Notável
Uma das contribuições mais populares de Sérgio Bertoni é a Estátua de São Cristóvão, no Rio de Janeiro. A estátua de concreto, do escultor Sérgio Bortoni, foi inaugurada em 1969 e tem 20 metros de altura.